# Sarcophila canaanita
Sarcophila canaanita är en tvåvingeart som beskrevs av Andy Z. Lehrer 2007. Sarcophila canaanita ingår i släktet Sarcophila och familjen köttflugor.
Artens utbredningsområde är Israel. Inga underarter finns listade i Catalogue of Life.